# フレマン＝メルルバック
フレマン＝メルルバック （Freyming-Merlebach、ロレーヌ・フランコニアン語:Ménge-Merleboch、ドイツ語:Freimingen-Merlenbach）は、フランス、グラン・テスト地域圏、モゼル県のコミューン。

## 地理
自動車であれば、ドイツのザールブリュッケンまで25分、メスまで40分、ナンシーまで1時間、ストラスブールまで1時間である。
最寄りのローカル鉄道駅はベナン＝レ＝サンタヴォル駅である（TERのザールブリュッケン、メス、サルグミーヌ方面が停車する）。TGVが停車する最寄駅はフォルバック駅である。

## 歴史
現在のフレマン＝メルルバックは、1971年に2つの自治体が合併してできたコミューンである。
ガロ＝ローマ時代の発掘品として、皇帝の彫像が刻まれた硬貨、神殿、ウェヌス像があげられる。
17世紀初めにできた2つの村は、痩せた土壌、人もまばらな経済活動、雑木林を抱えた自給自足経済を行っていた。フォールクモン領主の支配を受けていたメルルバック（ドイツ語名Merlebourg）ではガラス製造が、1590年代からフレマン（ドイツ語名Freimengen）でもガラス製造が行われ、1602年にピエール・エルンスト・ド・クレアンジュが創業した。1602年、フレマンに特権が与えられ、タバコと塩の税金が免除された。
この土地はしばしば交戦地となり、戦禍を逃れることができなかった。従って、1637年にはスウェーデン軍による放火と流血でわずか80人の住民がいただけだった。1781年にフレマンはフランス王国領となった。
1815年、ウイエ盆地の東部で最初の石炭が試掘された。当時のフレマンとメルルバックは、長い間、木材加工、タイル製造、穀物の製粉、家内工業から収入を得ていた。フレマンと合併したサント・フォンテーヌには100人もの鍛冶屋がいた。
モゼル県の他コミューンと同じく、フレマン＝メルルバックは1871年から1918年までドイツ帝国に併合されていた。1905年のフレマン＝メルルバックは鉱業が中心であり、特に工業のために設置された地区には新たな住民の住宅地があった。平和と繁栄が2世代続いたあと、ゲルマン化された精神はすなわちモゼル人が自然に1914年にドイツ帝国のため戦うよう仕向けた。大勢の男たちが東部前線でドイツの軍服を着て戦っただけでなく、特にフランスやフランドルなど西部前線でも戦った。皇帝に忠実であったモゼル人でもその一部はフランス軍に参加するため祖国を裏切った。1918年のフランスの勝利は、平和を見出したフレマン＝メルルバックの人々に受け入れられた。

## 人口統計
2016年時点のコミューン人口は13004人で、2011年時点の人口より0.63%減少した。
| 1962年 | 1968年 | 1975年 | 1982年 | 1990年 | 1999年 | 2006年 | 2016年 |
| ------ | ------ | ------ | ------ | ------ | ------ | ------ | ------ |
| 10053  | 9712   | 15605  | 16214  | 15224  | 14461  | 13490  | 13004  |

参照元:1962年までEHESSのカッシーニ1968年以降INSEE ·  · 

## 姉妹都市
- オルチャーノ・ディ・ペーザロ、イタリア